# Nanjing Vehicle

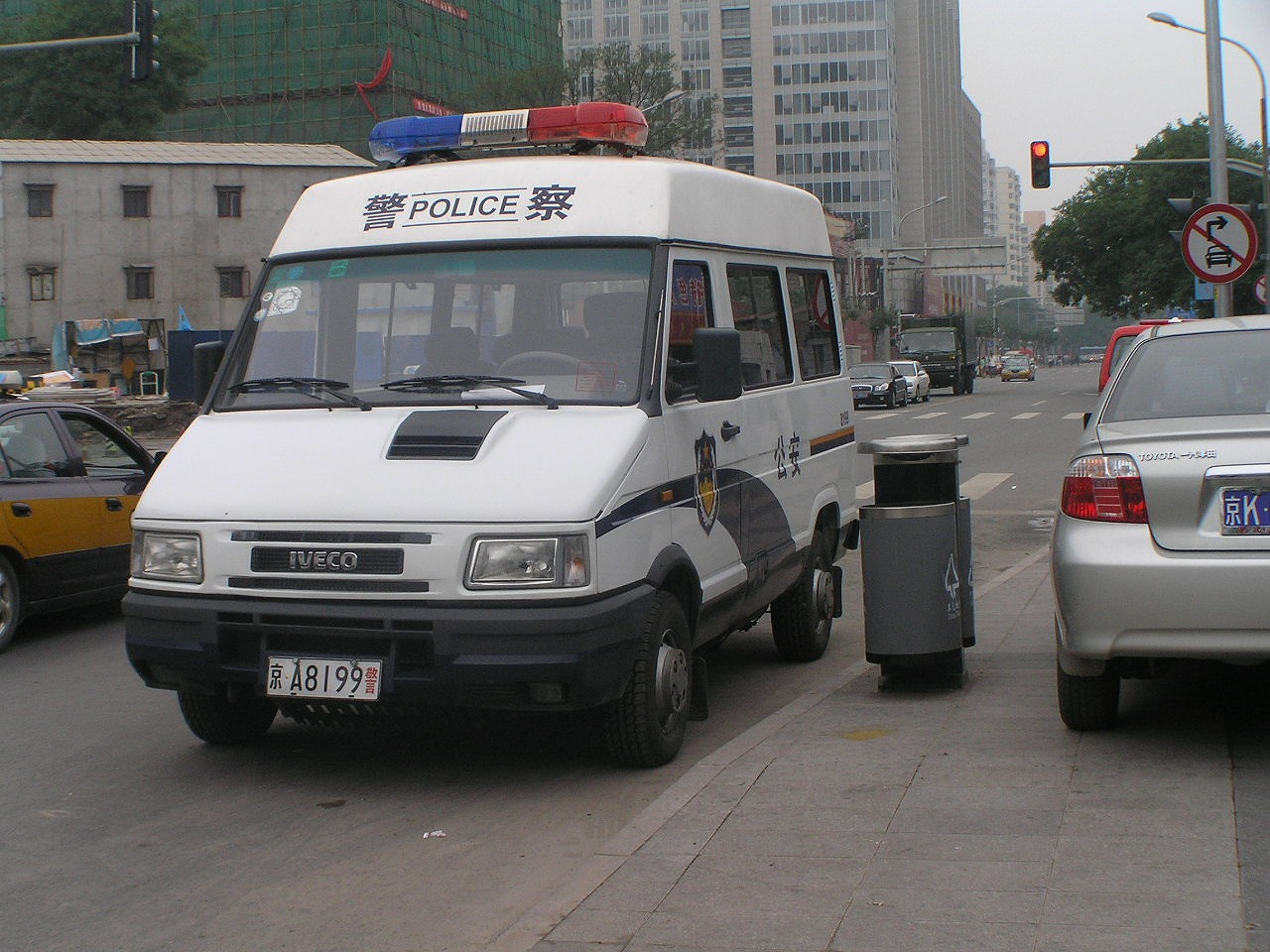
Ein Iveco (Turbo) Daily, wie er seit 1997 in China gebaut wird, in der Polizeiausführung.

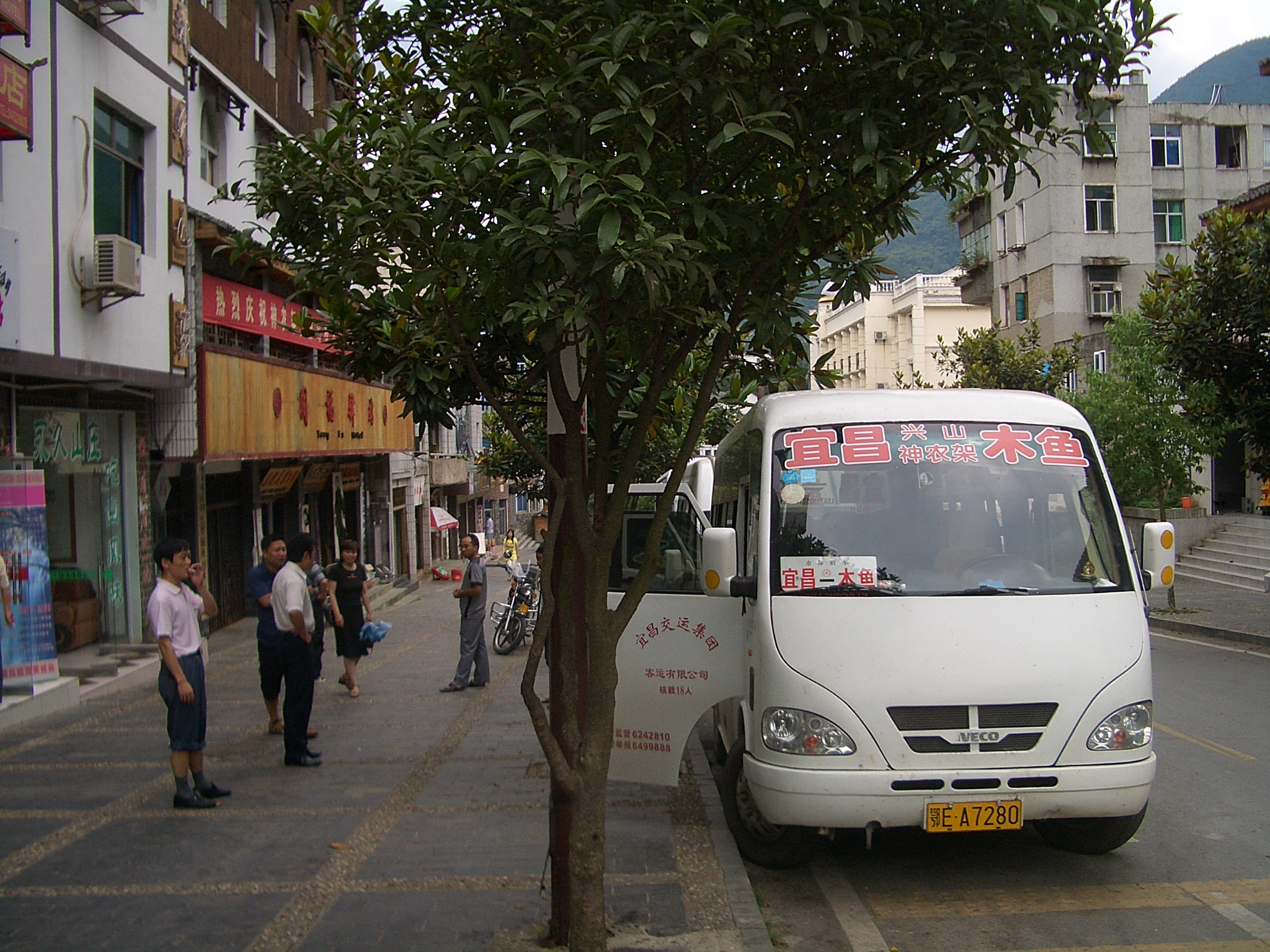
Ein Iveco Traveller in Muyu.

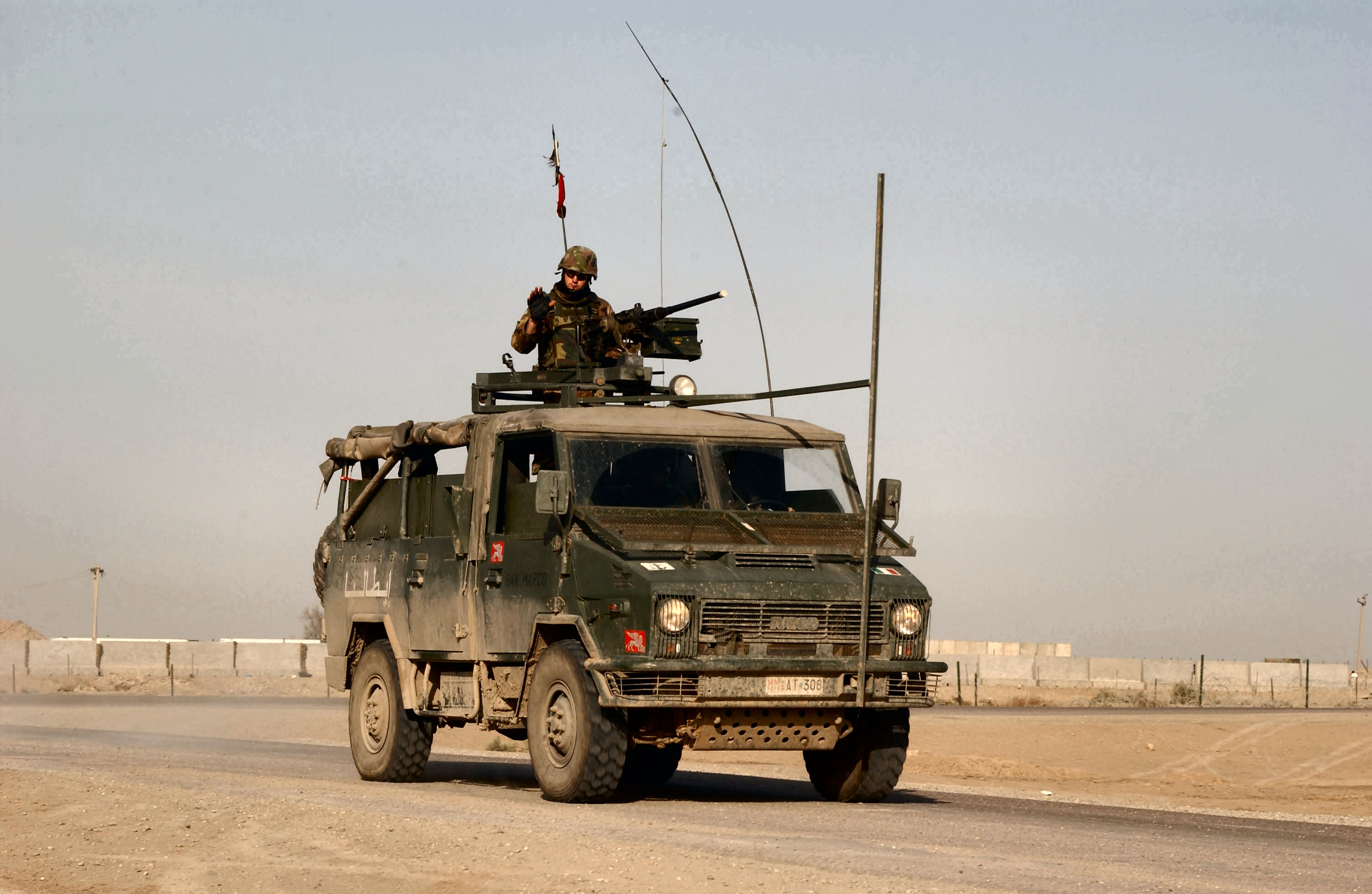
Ein Iveco VM90, in China Iveco 2046 genannt, beim militärischen Einsatz im Irak.

Die Nanjing Vehicle Co., Ltd. (in chinesischer Schreibweise: 南京依维柯汽车有限公司), in der Kurzform NAVECO bzw. auch aus der exakten Übersetzung des Unternehmensnamens auch Nanjing Iveco genannt, ist ein seit dem 1. März 1996 bestehendes Joint-Venture zwischen der Nanjing Automobile Group und Iveco.
Unter dem Namen werden zwei Werke betrieben, die in insgesamt drei Untergesellschaften und zehn Abteilungen unterteilt sind. Beide Investoren beteiligen sich zu 50 Prozent an dem in Nanjing ansässigen Gemeinschaftsunternehmen. Zur Errichtung der beiden Werke wurde eine Gesamtinvestition von 3,7 Milliarden Yuan aufgebracht. Rund 3.000 Arbeitnehmer sind auf dem Firmengelände tätig, welches eine Fläche von 5,16 km² umfasst, wovon 2,02 km² überdacht sind.
Jährlich werden hier 60.000 zivile Fahrzeuge, 2.000 militärische Fahrzeuge und 75.000 Dieselmotoren der Marke Iveco hergestellt, welche nach Kundenwunsch den Abgasnormen Euro II oder Euro III entsprechen.
Das erste Modell, welches hier vom Band rollte, war 1997 der Iveco Daily, welcher mit Einführung des baugleichen aber optisch überarbeiteten Iveco Power Daily im Jahre 2004 in Iveco Turbo Daily umbenannt wurde. Seit der Übernahme einer Produktionsstraße aus Italien werden auch kommerzielle Modellversionen hergestellt. Wobei diese bei den Baureihen des Turbo Daily in der Zusatzbezeichnung schlicht Commercial Vehicle genannt werden, so heißen diese beim überarbeiteten Modell bereits als Modellnamen Iveco Euro Truck. Manche Modellversionen sind aber auch unter der Marktbezeichnung Iveco Ouba bekannt. Auf derselben Plattform wird seit 2006 der sechs bis acht Meter lange Iveco Traveller gebaut, in dem bis zu 30 Passagiere Platz haben.
Neben den zivilen Fahrzeugen werden in Nanjing auch Fahrzeuge für den militärischen Dienst hergestellt. So wird hier seit der Werkseröffnung vorwiegend der Iveco 2046 gebaut. Auch dieser basiert auf der gleichen Plattform wie die anderen Modelle. Die militärische Version des Turbo Daily wird in China als Iveco 2045 angeboten. Neben dem chinesischen Militär werden diese beiden Fahrzeugmodelle von den Vereinten Nationen und der Organisation des Nordatlantikvertrags eingesetzt.
Bei der chinesischen Polizei dagegen sind die Daily-Modellversionen als Polizeifahrzeug ebenfalls sehr gefragt. Zudem gibt es den Daily auch als Krankentransportwagen, die vorwiegend vom chinesischen Gesundheitsministerium eingesetzt werden. Diese sollen bereits 2.300 Einheiten der Daily-Modelle im Einsatz haben. Spezielle Modellvarianten des Power Daily werden vom Werk für Unternehmen der Bergbau und Ölfeldindustrie angeboten. So gibt es diesen zusätzlich als verlängerten Bus, als Kastenwagen mit Laborausrüstung sowie als Bus mit PickUp-Ladefläche. Weitere Modellvarianten sind den chinesischen Behörden vorbehalten. Diese sind erhältlich als mobile Testlabore für die Lebensmittelkontrolle oder mit Sonderaufbauten für andere Nutzungszwecke. Seit wenigen Jahren gibt es den Power Daily optional mit einer Hochdachkonstruktion. Neben den Feuerwehrfahrzeugen kommt diese bei Sonderfahrzeugen zum Einsatz.